# Широкие Кочки
Широ́кие Ко́чки — деревня в Куйтунском районе Иркутской области России. Входит в состав Тулюшского сельского поселения.

## География
Деревня находится на расстоянии примерно 218 км к западу от пгт Куйтун, административного центра района.

## Население
| 2002 | 2010 | 2011 | 2012 |
| ---- | ---- | ---- | ---- |
| 83   | ↘54  | →54  | ↗56  |

### Половой состав
По данным Всероссийской переписи, в 2010 году в деревне проживали 54 человека (25 мужчин и 29 женщин).